# Leon de Ostia
Leon de Ostia sau Leon Marsicanus sau Ostiensis, cunoscut și sub numele de Leone dei Conti di Marsi (n. 1046, Marsica – d. 1115 sau 1117, Ostia Antica) a fost călugăr la mănăstirea Montecassino din jurul anului 1061, apoi cardinal italian. 
La Montecassino, Leon de Ostia s-a împrietenit cu Dezideriu de Benevento, viitorul papă Victor al III-lea, căruia îi va dedica cea mai celebră lucrare a sa ca istoric și cronicar, în calitate de bibliotecar, anume Chronicon monasterii Casinensis. Cronica depinde în bună măsură de lucrarea anterioară redactată de Amatus, dar de asemenea și de tradiții orale și acted in diferite arhive. Leon a încheiat lucrul la cronică spre 1075, ea fiind continuată de un alt bibliotecar monahal, Petru Diaconul. 
Papa Urban al II-lea l-a numit pe Leon în funcția de cardinal diacon în 1088. Apoi, în anul 1101, papa Pascal al II-lea l-a promovat în poziția de cardinal episcop, acordându-i și episcopia de Ostia. În 1105 a devenit episcop de Velletri, activând astfel până la moarte. 